# 砂川吉野バスストップ
砂川吉野バスストップ（すながわよしのバスストップ）は、北海道砂川市の道央自動車道上に設置されているバス停留所。

## 概要
道央自動車道と道道芦別砂川線との交点付近に設置されている。バス利用者向けの無料市営駐車場も設置されている。

## 周辺
砂川駅からは東南東に約1.7km離れている。
- 北海道中央バス「高速砂川吉野入口」バス停[3]
- 北海道砂川高等学校
- 砂川神社

## 停車路線
2024年（令和6年）4月1日現在。
すべて北海道中央バスによる運行で、共同運行路線は個別に事業者を示す。通行止め等で一般道へ迂回する場合は国道12号の「南5丁目」停留所に代替停車する。

### 下り線（滝川・旭川方面）
- 高速るもい号 留萌市方面
  - 路線詳細は北海道中央バス滝川営業所を参照。
- 高速あさひかわ号 旭川市方面（道北バス、ジェイ・アール北海道バス）
  - 路線詳細は北海道中央バス旭川営業所または共同運行会社記事を参照。
- 高速ふらの号 富良野市方面
- 高速なよろ号 名寄市方面（道北バス）
  - 以上の路線詳細は北海道中央バス札幌北営業所または共同運行会社記事を参照。

### 上り線（札幌方面）
- 下り線に停車する各路線 札幌市方面（一部は降車専用）

## 隣
E5道央自動車道
(39) 奈井江砂川IC - 砂川吉野BS - (40) 砂川SA/砂川石山BS/スマートIC - (41) 滝川IC